# کاتناجور
کاتناجور (به ارمنی: Կաթնաջուր) یک شهر در ارمنستان است که در استان لوری واقع شده‌است. کاتناجور در ۳۱ کیلومتری غرب وانادزور، مرکز استان لوری واقع شده‌است.

## خصوصیات
کاتناجور ۱٬۸۲۱ نفر جمعیت دارد و در ارتفاع ۱۷۲۰ متر بالاتر از سطح دریا قرار گرفته‌است.
| سال   | ۱۸۳۱ | ۱۸۹۷ | ۱۹۲۶ | ۱۹۳۹ | ۱۹۵۹ | ۱۹۷۰ | ۱۹۷۹ | ۲۰۰۱ | ۲۰۰۴ |
| جمعیت | ۱۰۸  | ۱۱۶۵ | ۱۵۲۸ | ۱۵۴۸ | ۱۶۲۰ | ۱۸۶۷ | ۱۷۲۶ | ۱۸۹۹ | ۱۹۹۰ |